# Tanjunglabu
Tanjunglabu is een bestuurslaag in het regentschap Bangka Selatan van de provincie Bangka-Belitung, Indonesië. Tanjunglabu telt 2022 inwoners (volkstelling 2010).